# Перистые облака

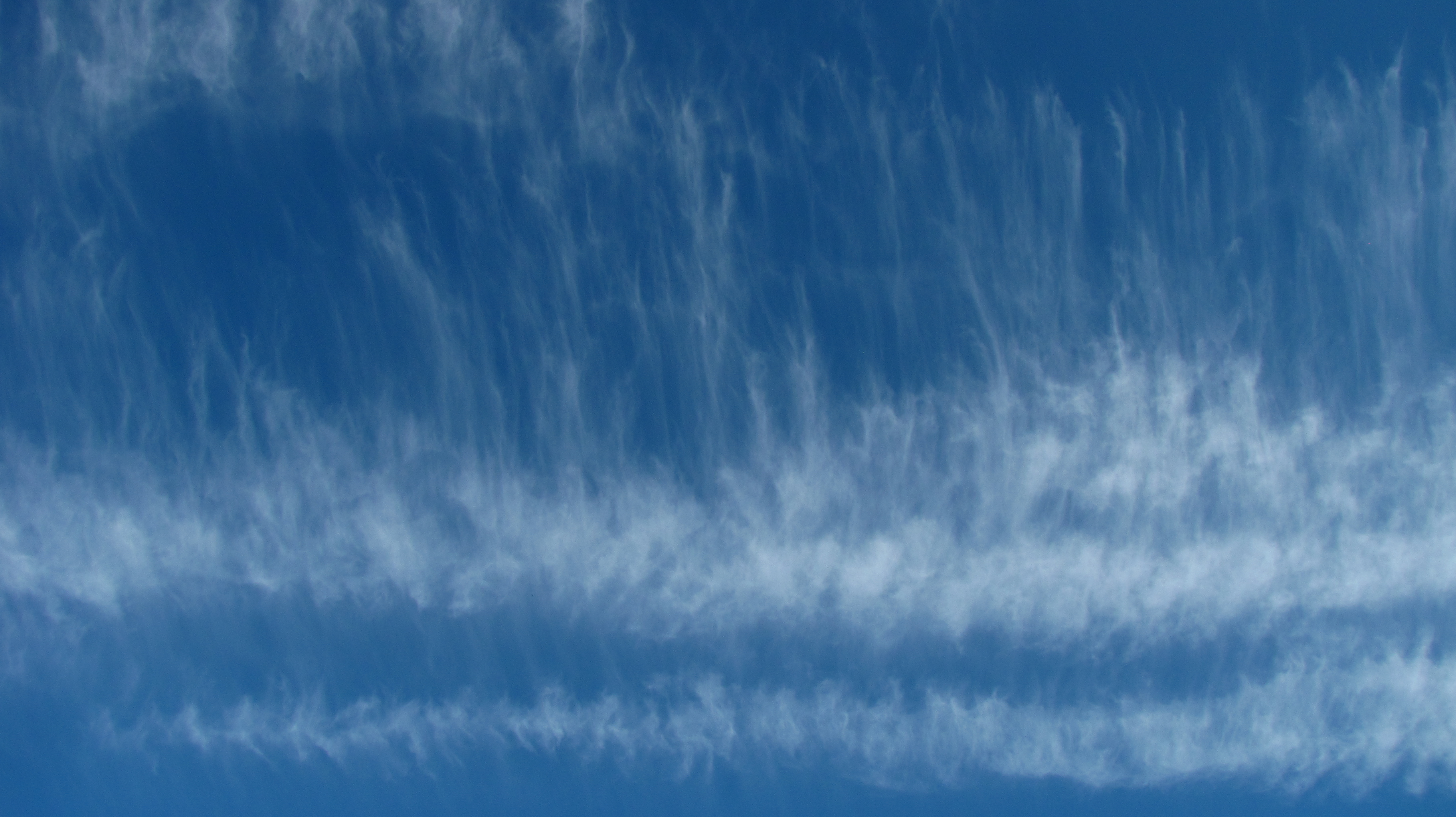

Пе́ристые облака по общепринятой классификации — один из десяти основных видов облаков, которые обозначаются кодом Ci и имеют международное название лат. Cirrus.

## Основные характеристики
Перистые облака состоят из ледяных кристаллов, которые достаточно крупны для того, чтобы под действием силы тяжести приобрести заметную скорость падения. Как следствие, протяжённость перистых облаков по вертикали может достигать сотни метров. Обычно они наблюдаются в верхней тропосфере в диапазоне высот, соответствующих тропопаузе, а также прямо под нею. Их возникновение связано с восходящими и волновыми движениями в этом слое. Формирование перистой облачности проходит под влиянием специфики условий в верхней тропосфере. Доминирующими факторами являются малое абсолютное содержание влаги в воздухе и очень низкие температуры.
Высота перистой облачности периодически уменьшается в холодный сезон и увеличивается в летнее время года с амплитудой примерно 0,5—1,0 км. Их нижняя граница в умеренных широтах — 6—8 км, в тропиках — до 6—18 км, в заполярных районах — 3—8 км. Толщина составляет чаще всего от 0,5 до 2 км.
Температура в перистых облаках по данным авиационных измерений составляет на нижней границе от −23 °C до −62 °C с максимумом повторяемости от −40 °C до −45 °C. На верхней границе были зарегистрированы температуры от −40 °C до −75 °C с двумя максимумами повторяемости в диапазонах от −46 °C до −48 °C и от −57 °C до −60 °C.
Водность перистых облаков — сотые и тысячные доли г/м3. Обледенение воздушных судов в перистых облаках отсутствует, турбулентность слабая (за исключением облаков, связанных со струйными течениями). При длительном полёте в слое перистых облаков может наблюдаться электризация летательного аппарата.
Перистые облака: тонкие, прозрачные, похожие на вытянутые в небе нити или лучи, из них не выпадают осадки, образуются на высоте 6 км.

## Внешний вид
Обычно они имеют вид раздельных, тонких, нитеобразных элементов в виде белых тонких волокон или чуть сероватых вытянутых гряд и клочьев, часто имеющих форму бородки пера, чаще всего белого цвета. Иногда перистые облака располагаются полосами, пересекающими небесный свод подобно меридианам и, благодаря перспективе, кажутся тогда сходящимися в одной или двух диаметрально противоположных точках горизонта (чаще всего юго-запад и северо-восток).
В рассветные и закатные часы перистые облака приобретают розовые и золотистые цвета.
Перистые облака являются причиной такого оптического явления, как гало. Кристаллики льда, из которых они состоят, отражают солнечный и лунный свет, создавая оптические иллюзии в виде самых разнообразных форм и расцветок, самыми частыми из которых являются венцы, дуги, столбы, различные крестообразные структуры, «ложные солнца» и другие формы.
При определённой ориентации кристалликов льда, из которых состоят перистые облака, может наблюдаться такой оптический феномен, как округло-горизонтальная дуга.

## Классификация
Перистые облака различаются по своим видам:
- нитевидные (лат. Cirrus fibratus или лат. Ci fibr.)[1],
- когтевидные (лат. Cirrus uncinus или лат. Ci unc.)[1],
- башенкообразные (лат. Cirrus castellanus или лат. Ci cast.)[1],
- плотные (лат. Cirrus spissatus или лат. Ci spiss.)[1],
- хлопьевидные (лат. Cirrus flocus или лат. Ci fl.)[1],

Также выделяют следующие разновидности перистых облаков:
- двойные (лат. Cirrus dupliсatus или лат. Ci dupl.)[5],
- перепутанные (лат. Cirrus intortus или лат. Ci int.)[1],
- радиальные (лат. Cirrus radiatus или лат. Ci rad.)[1],
- хребтовидные (лат. Cirrus vertebratus или лат. Ci vert.)[6].

Осадков, достигающих поверхности земли, перистые облака не дают. Оптические явления с перистыми облаками связаны редко из-за расчленённости последних. Большинство звёзд в ночное время через перистые облака видны, за исключением отдельных, наиболее плотных облачных участков.
В отличие от перисто-слоистых облаков, перистые не образуют сколько-нибудь обширного сплошного покрова. Можно спутать перистые облака с полосами падения высоко-кучевых облаков (Ac vir), но у перистых облаков нитевидное строение имеется на значительном протяжении и ориентировано более-менее горизонтально, в то время как у Ac vir волокнистые полосы падения сравнительно короткие и направлены вниз от основной части облака. Когтевидные перистые облака нередко связаны с передней частью облачной системы тёплого атмосферного фронта или фронта окклюзии.

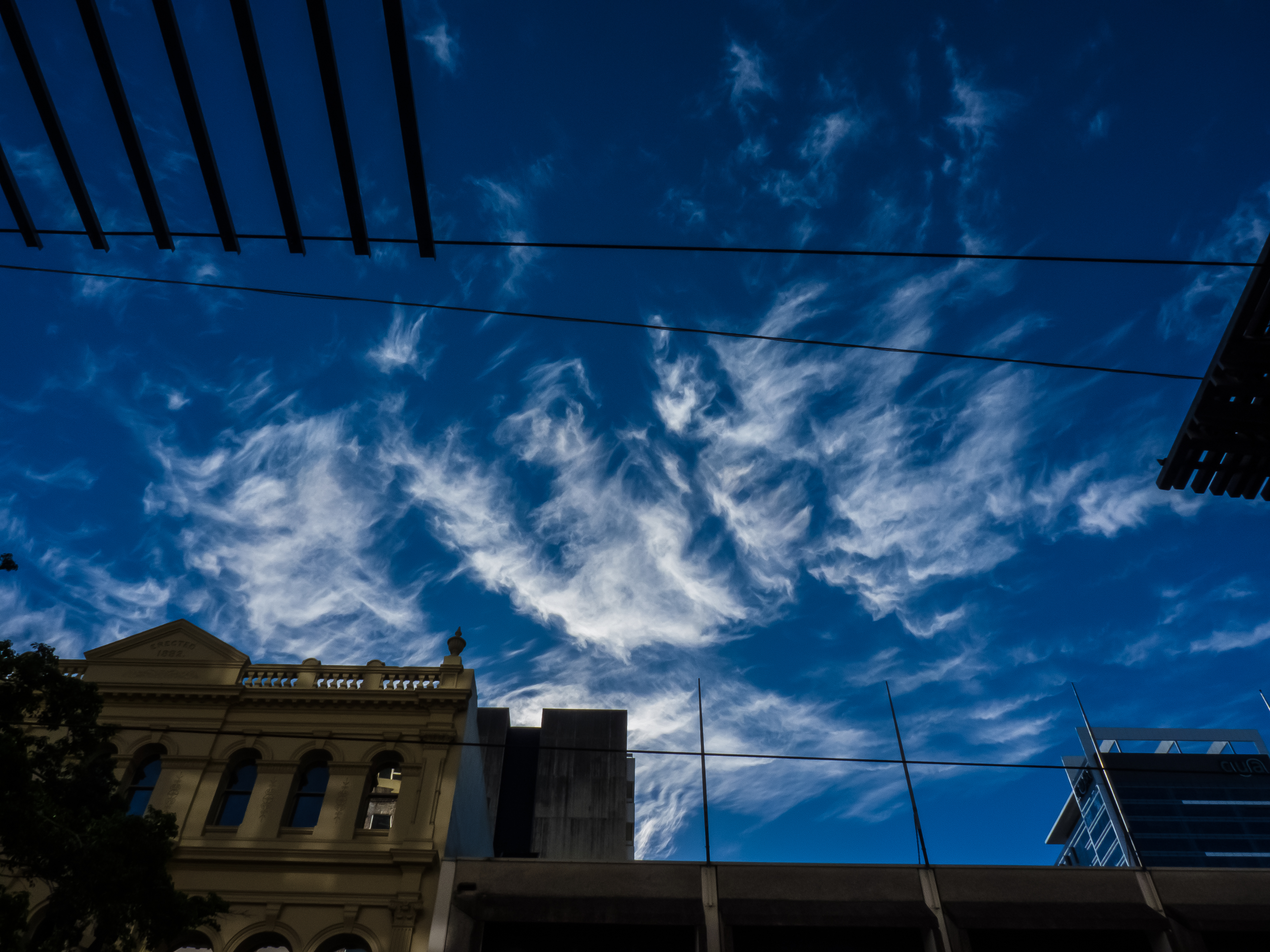
Перистые перепутанные – Cirrus intortus (Ci int)
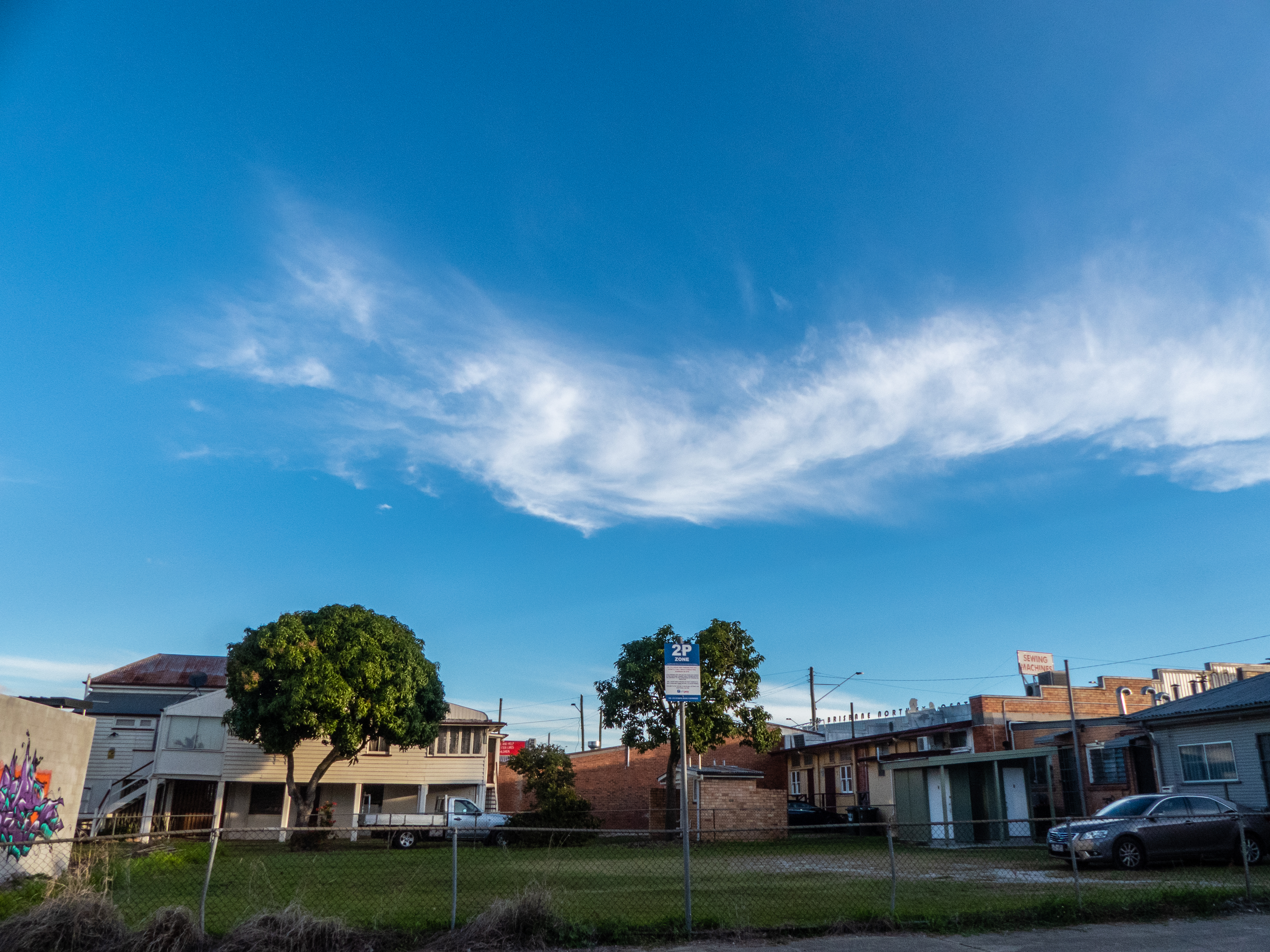
Перистые плотные – Cirrus spissatus (Ci spiss)
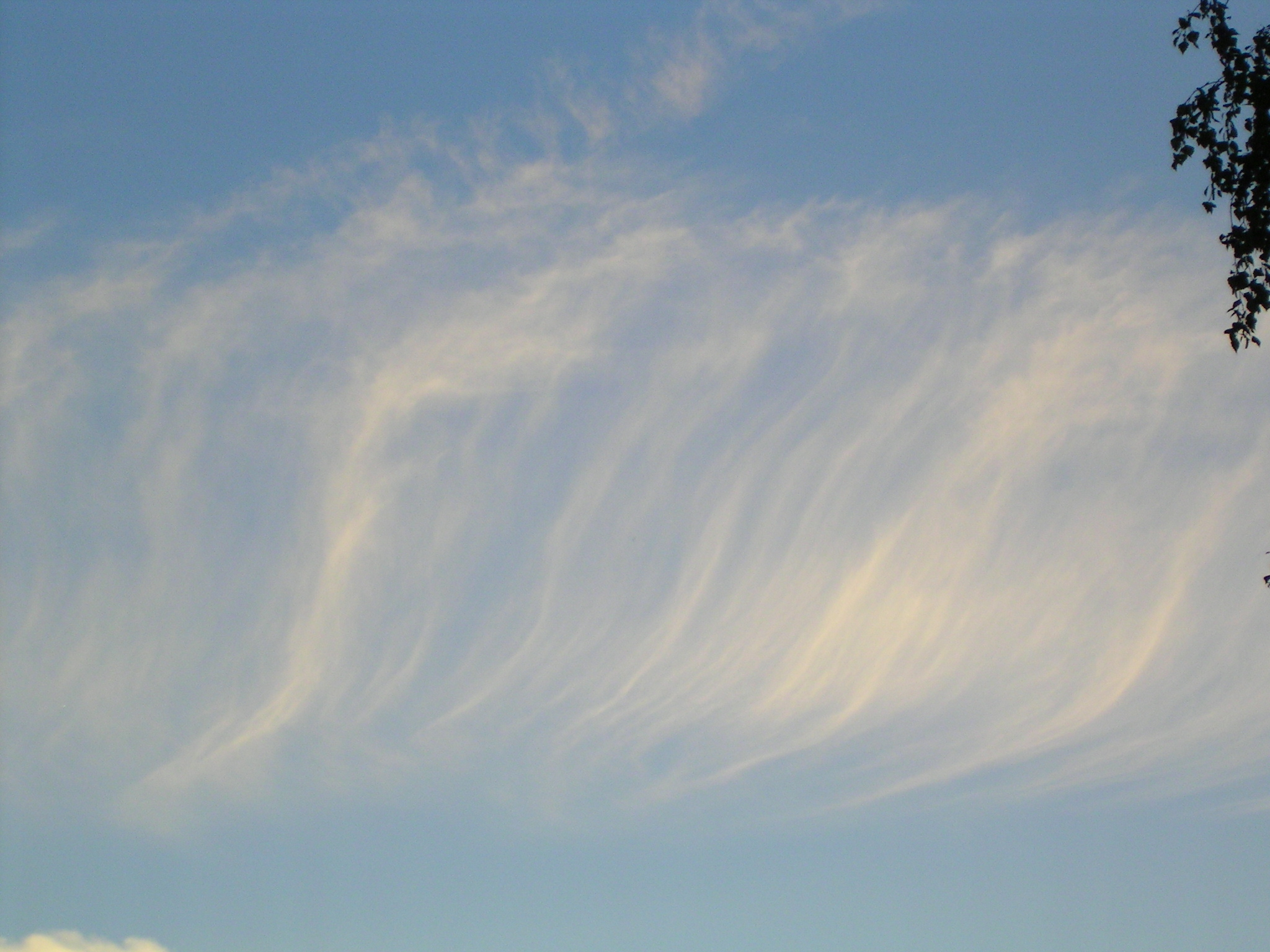
Перистые волокнистые — Cirrus fibratus (Ci fibr)
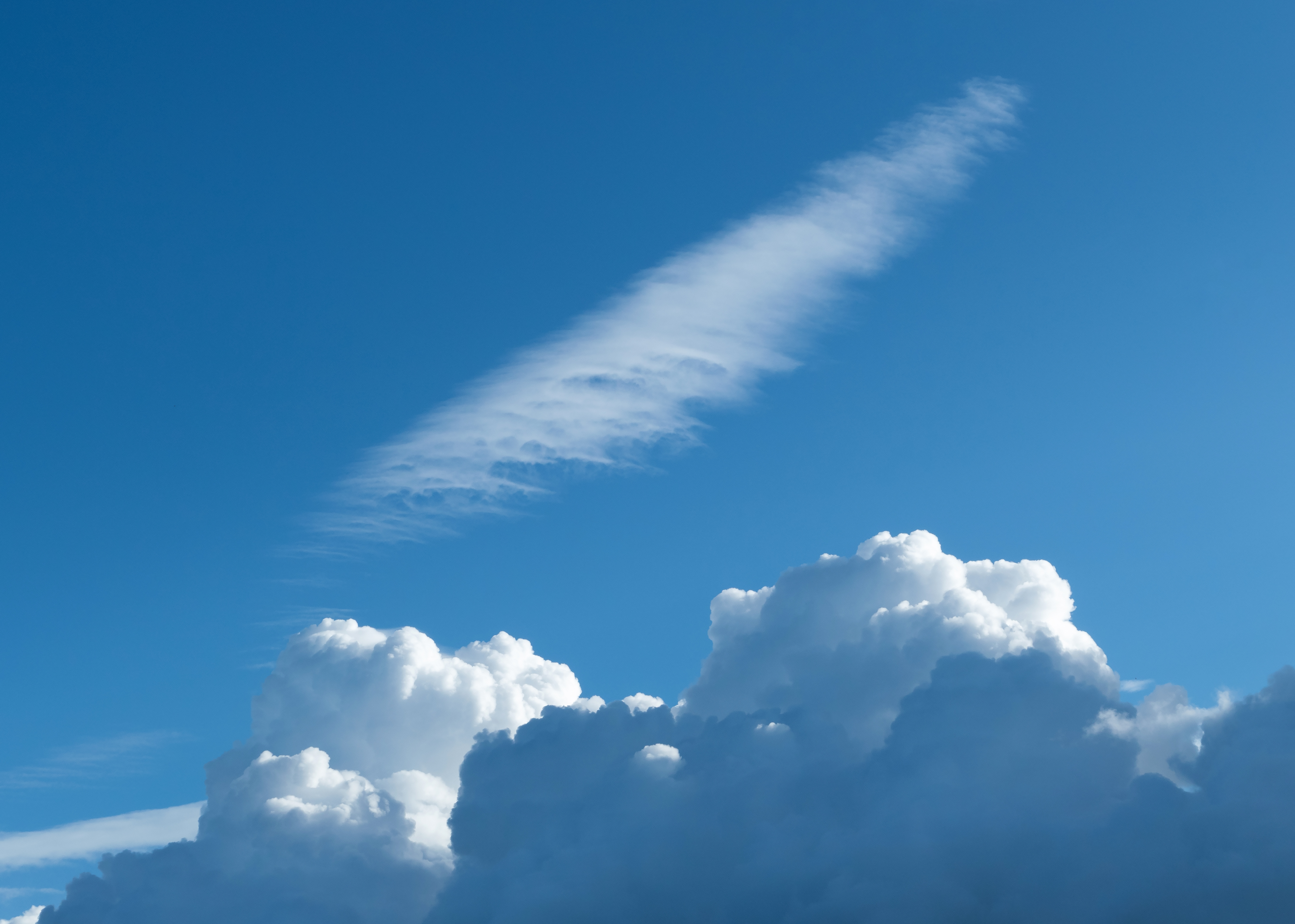
Cirrus fibratus (вверху)
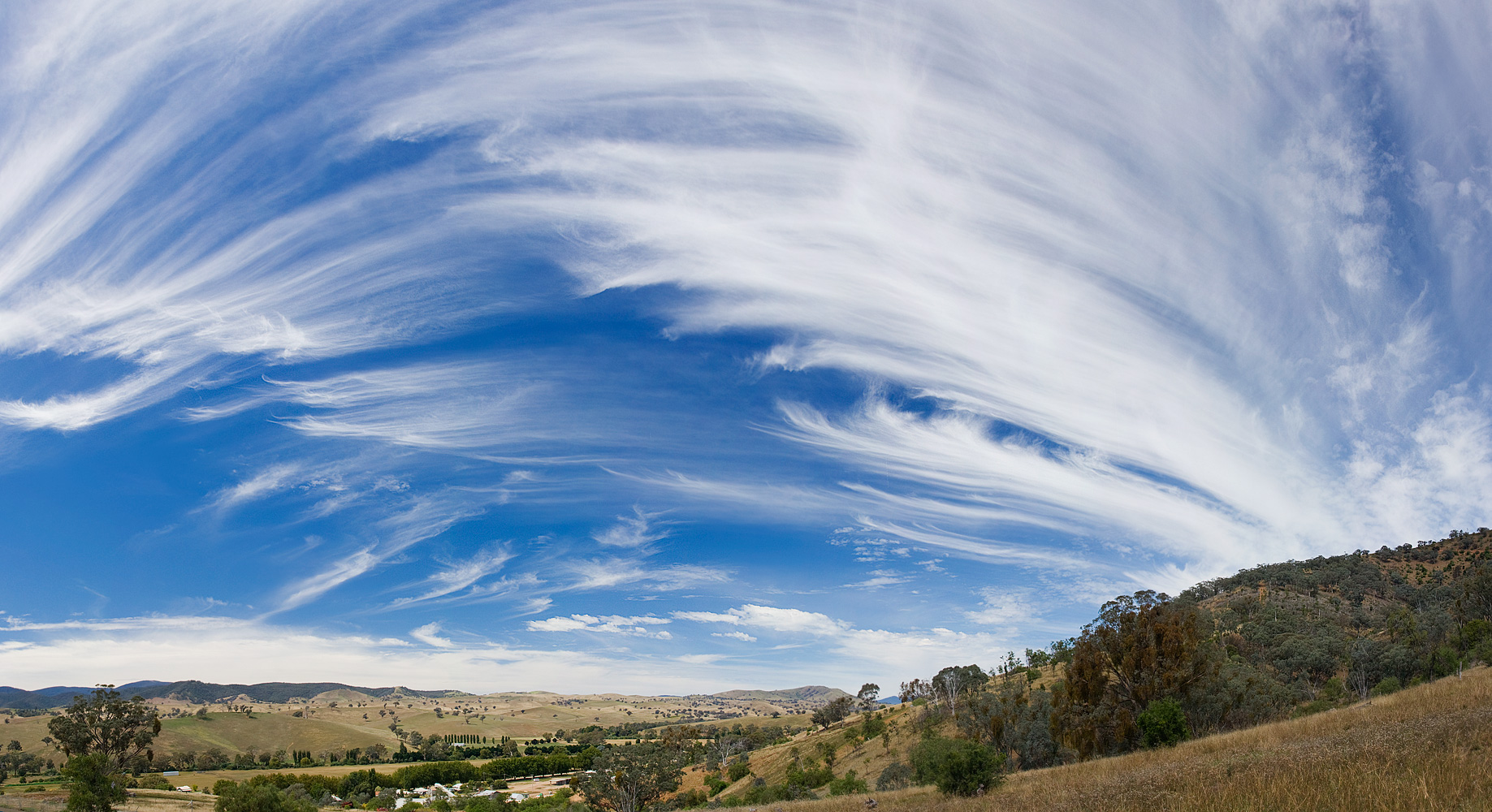
Перистые когтевидные — Cirrus uncinus (Ci unc)
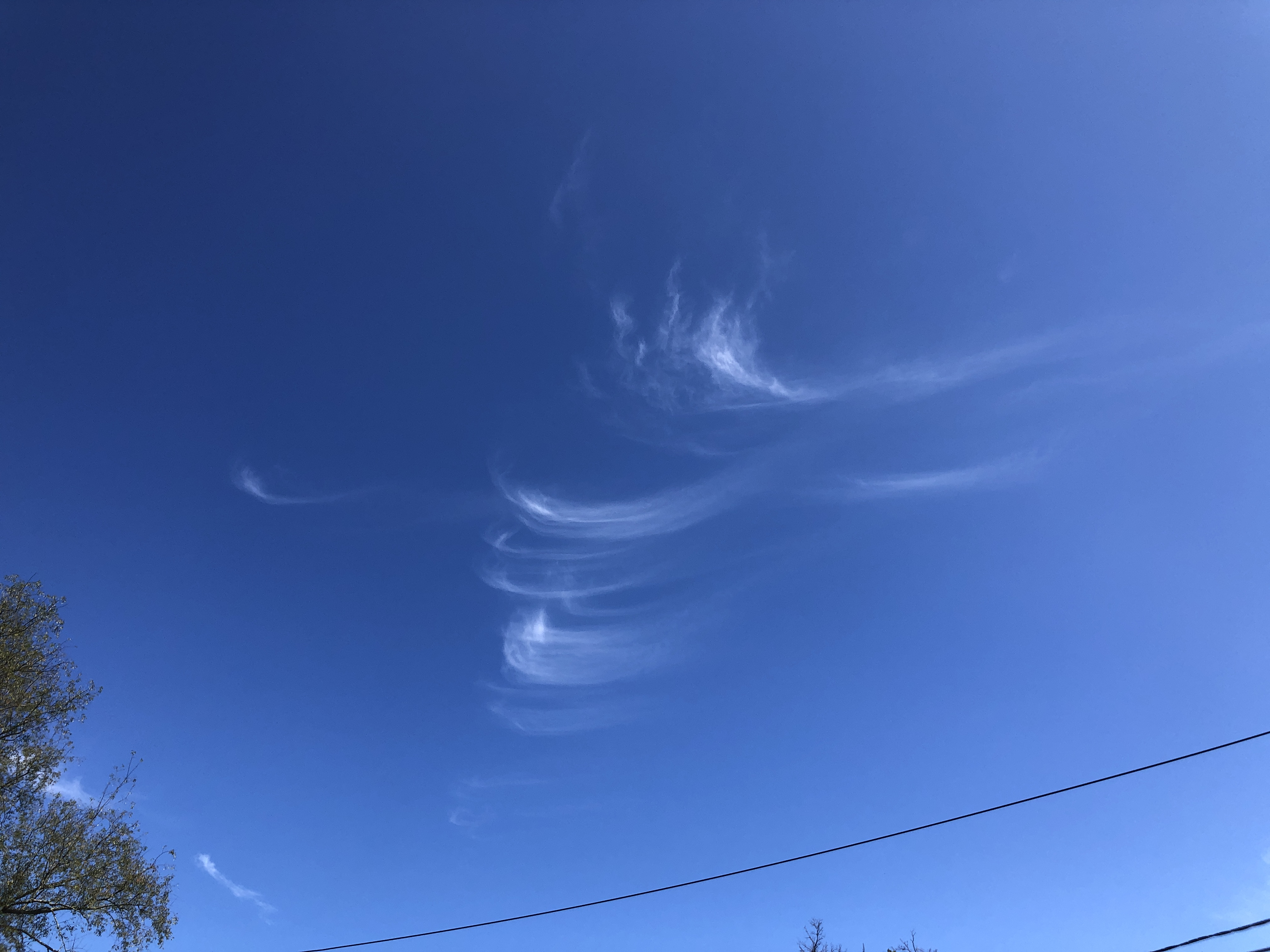
Перистые когтевидные — Cirrus uncinus (Ci unc)
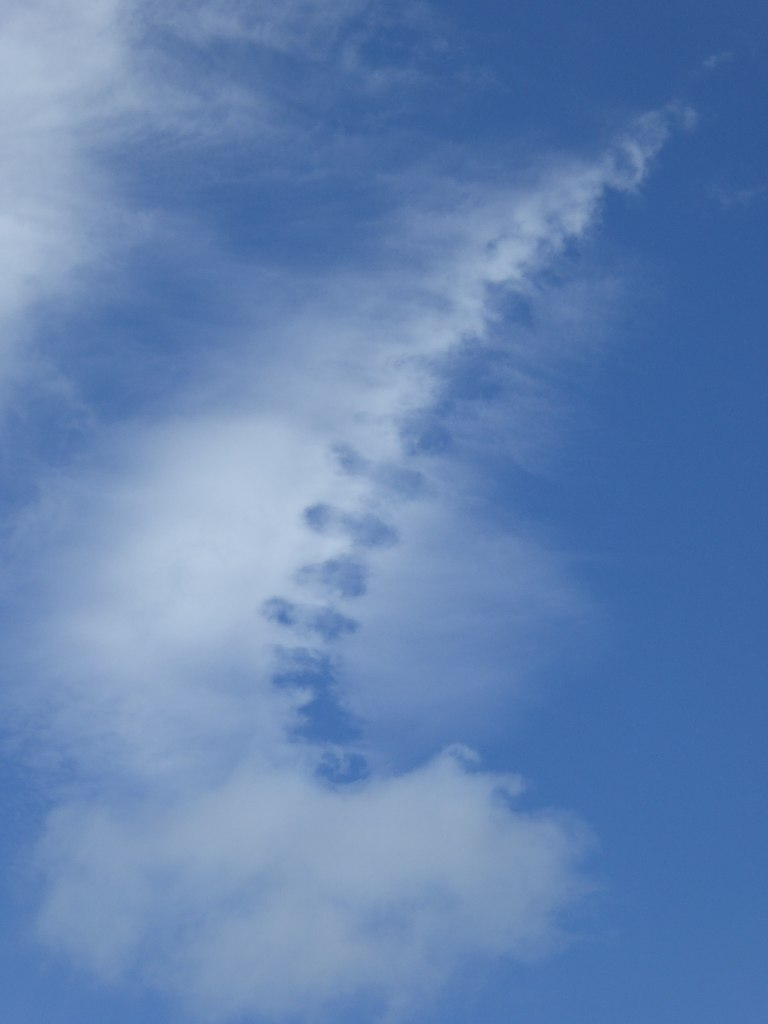
Перистые хребтовидные – Cirrus vertebratus (Ci vert)
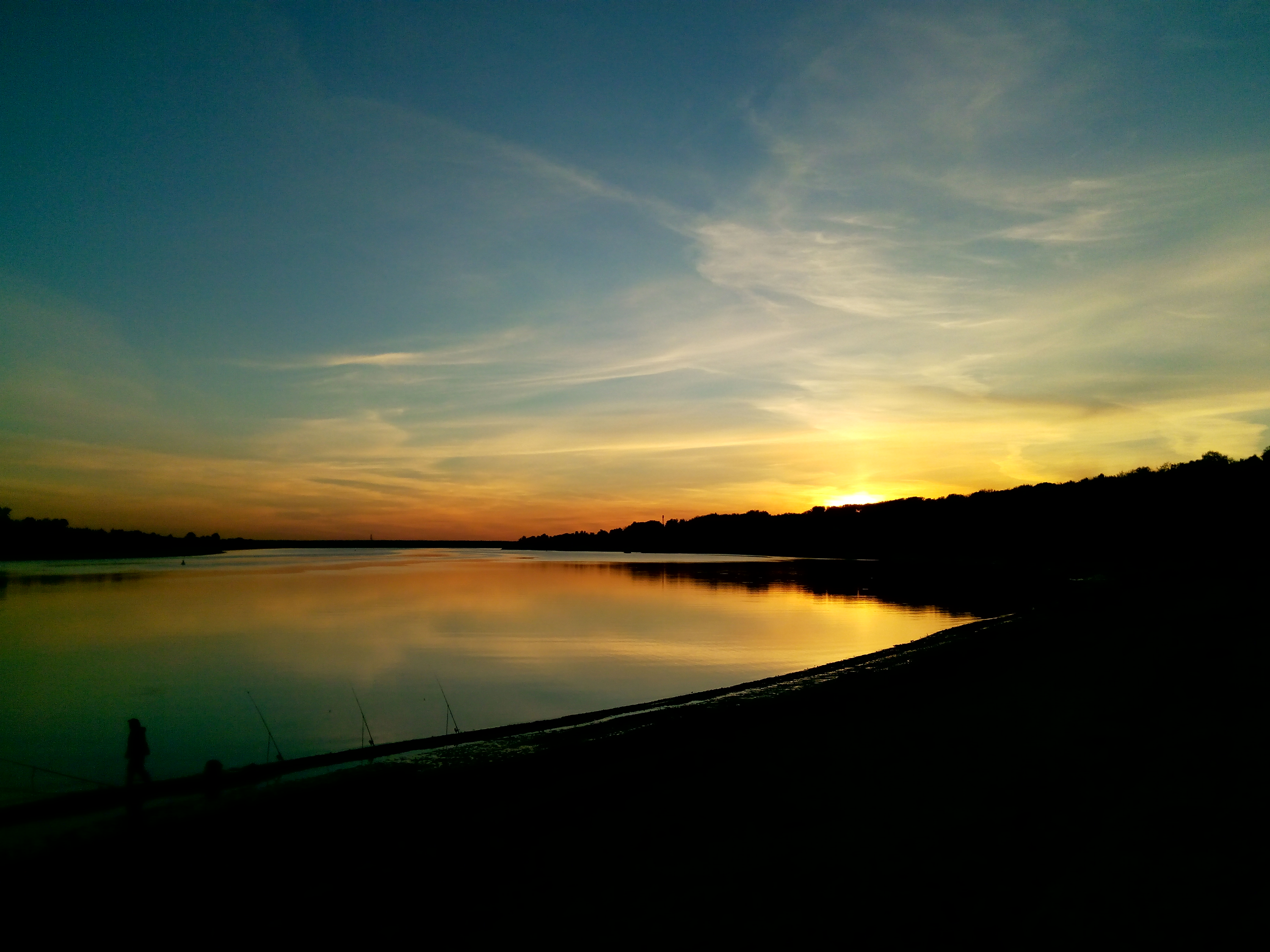
Перистые облака на закате
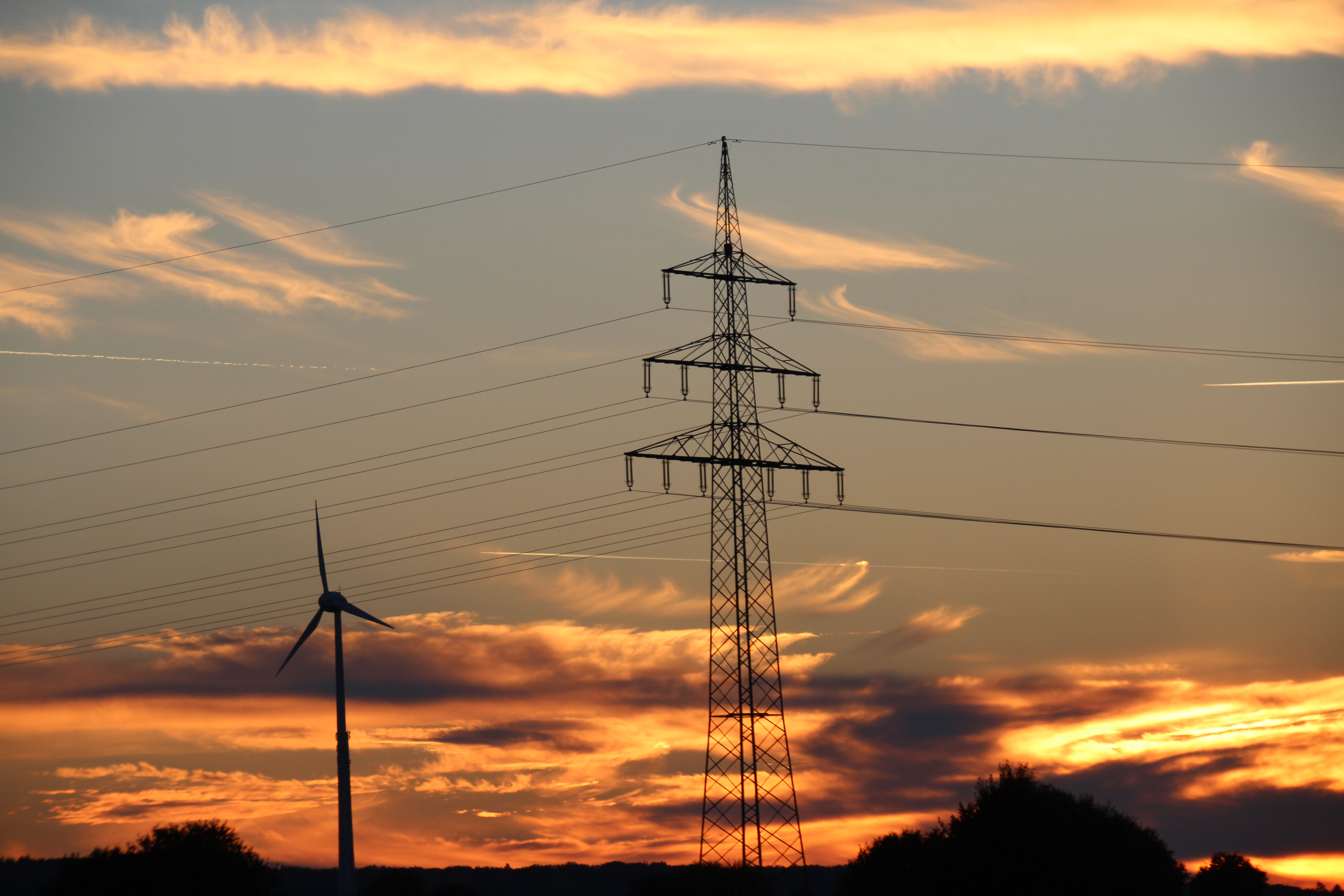
Перистые облака вечером
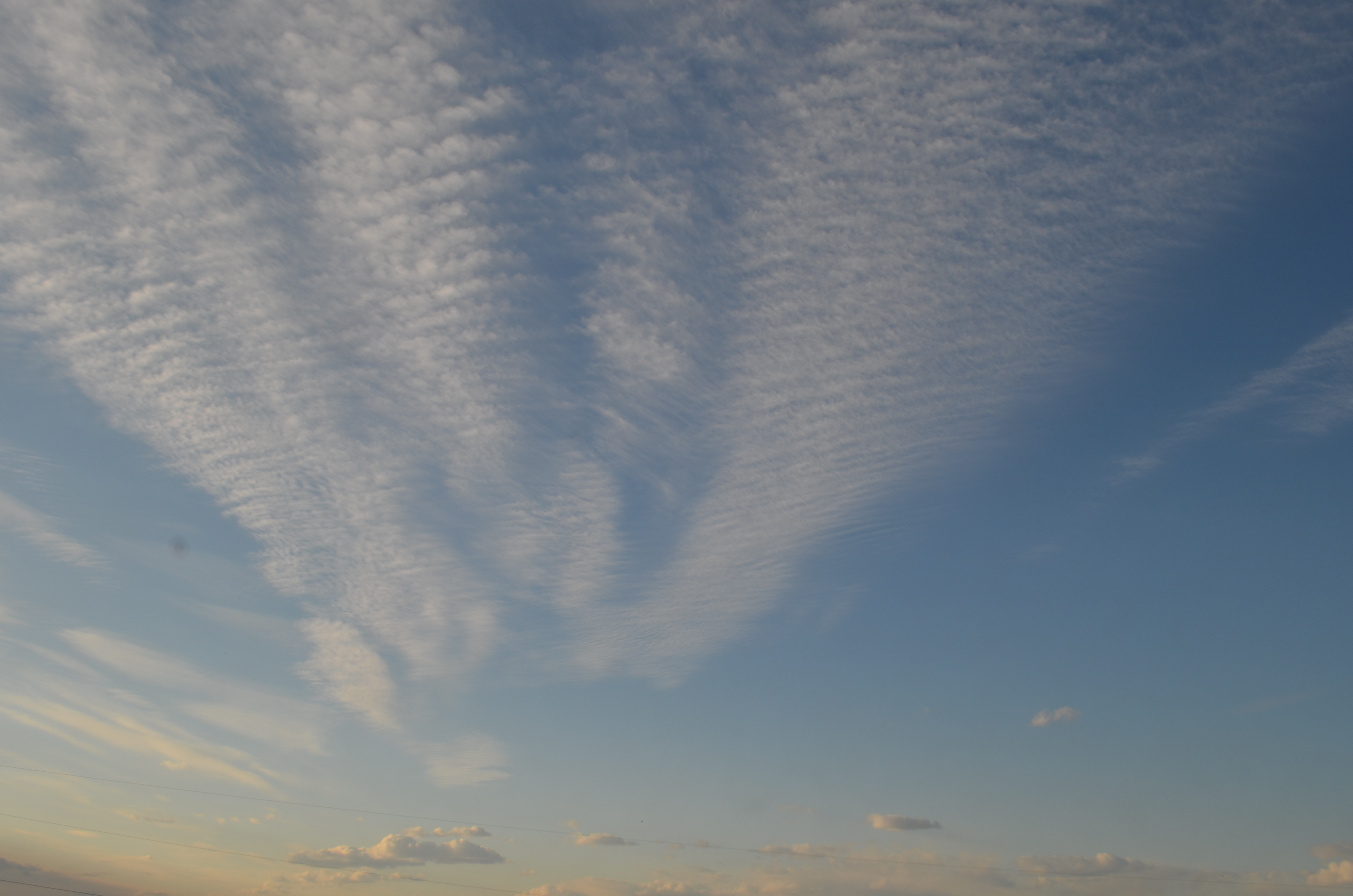
Перистые облака вечером
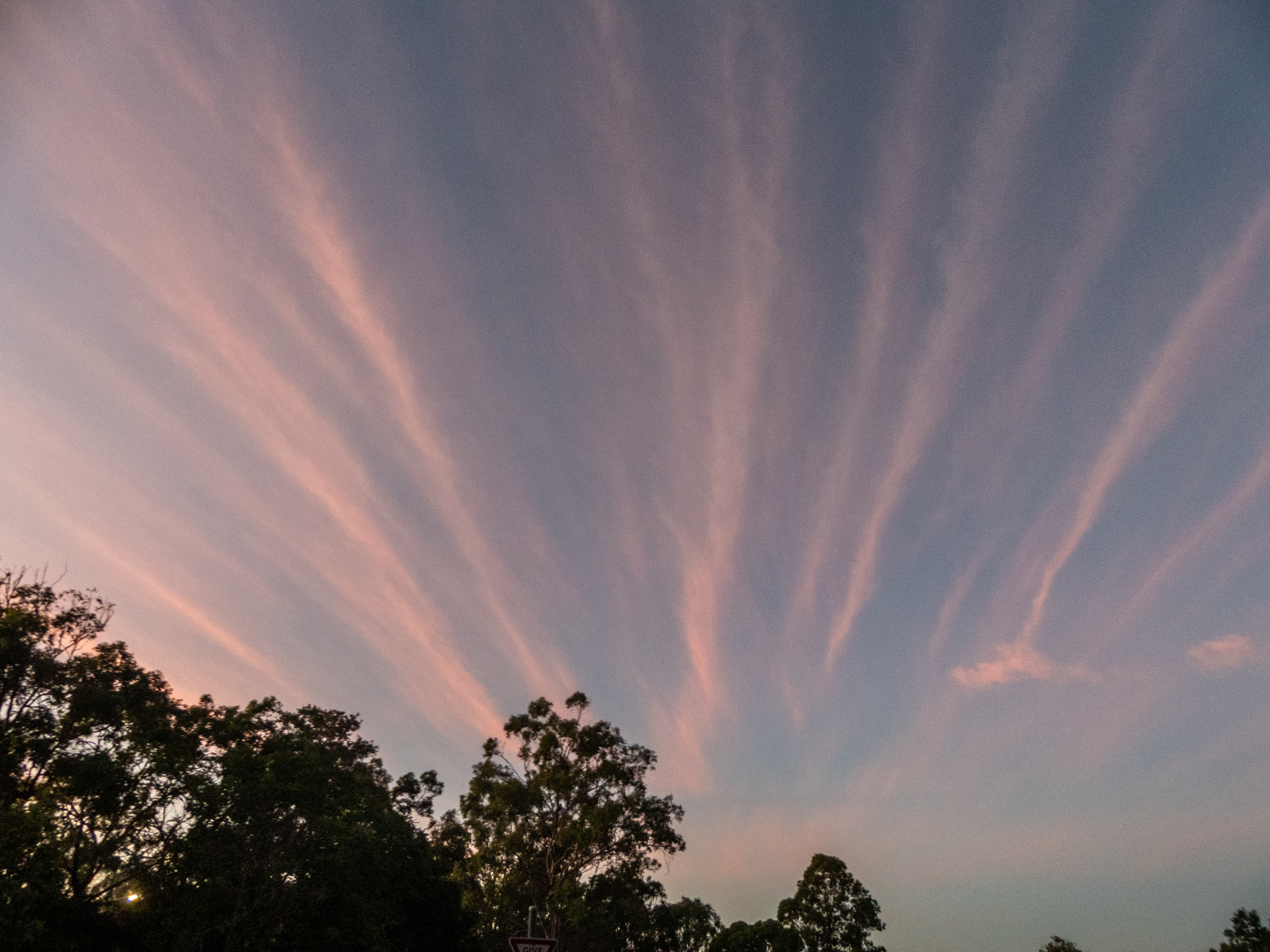
Перистые облака вечером
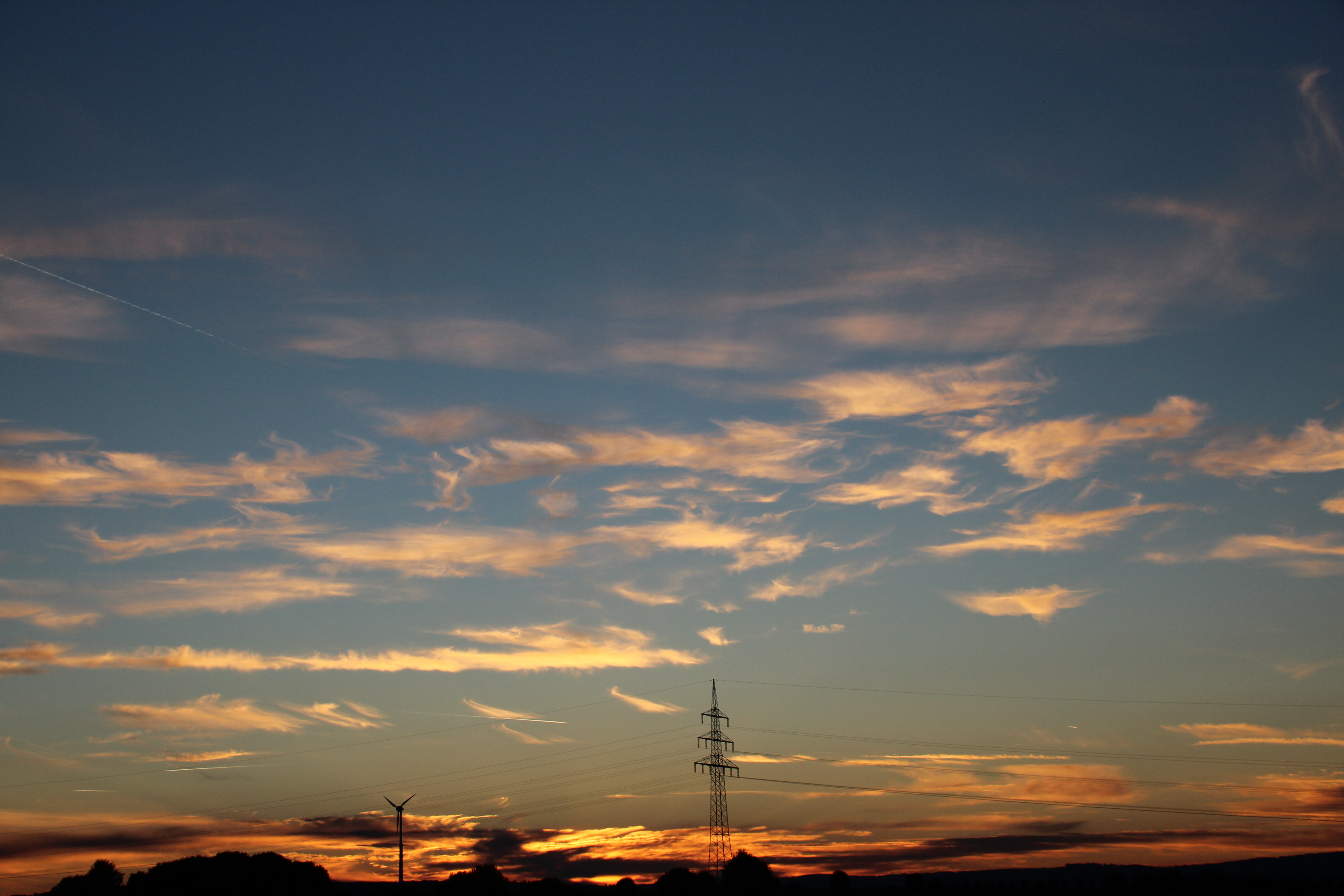
Перистые облака вечером
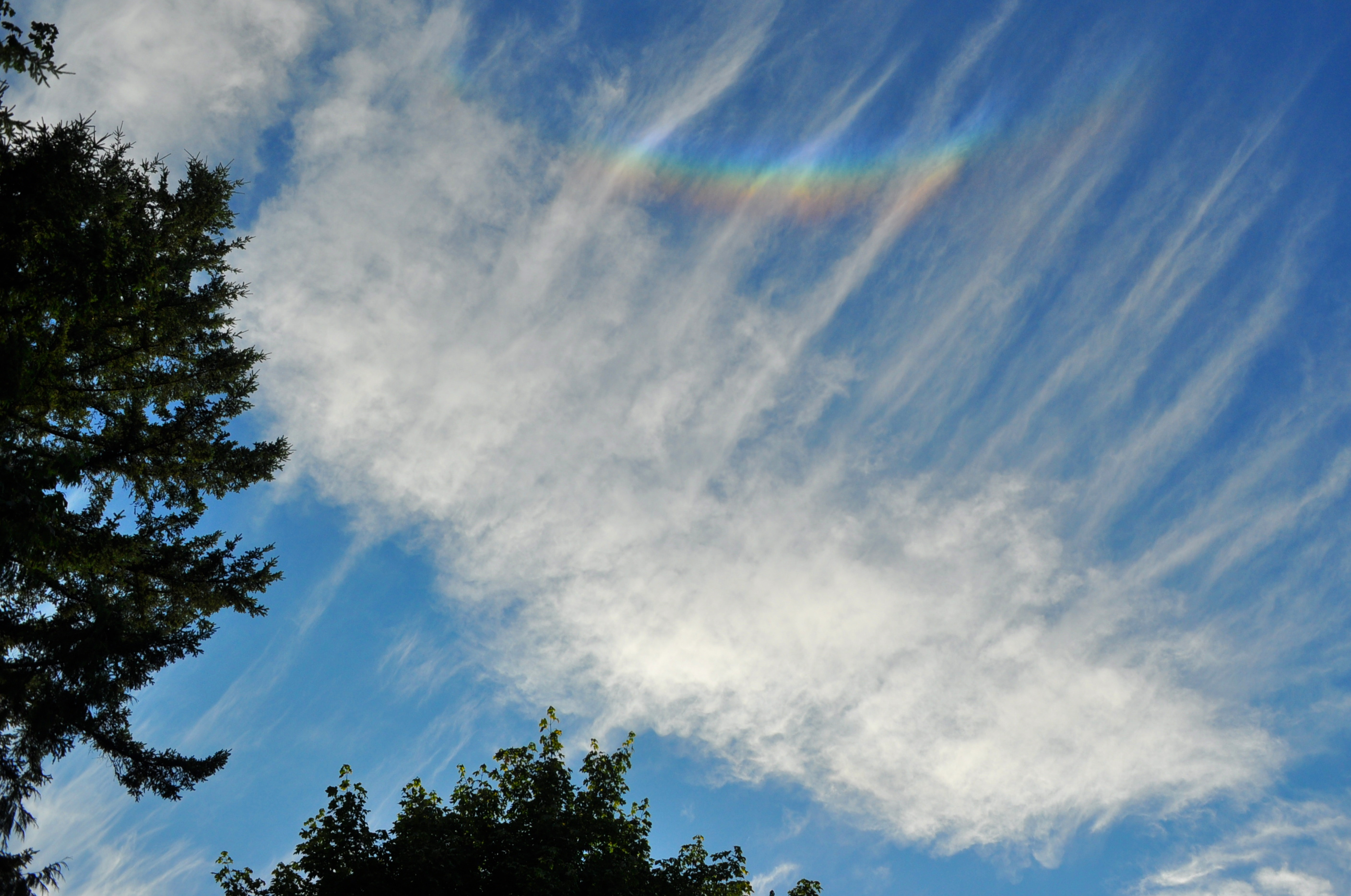
Перистые облака вечером